# Motonàutica als Jocs Olímpics d'estiu de 1908
Als Jocs Olímpics de 1908 realitzats a la ciutat de Londres es realitzaren tres proves de motonàutica. Aquesta fou l'única ocasió en la qual la motonàutica ha guadit d'oficialitat en uns Jocs Olímpics, sent esport de demostració en l'edició de 1900.
En les tres proves es va utilitzar la mateixa distància, cinc voltes al voltant d'un circuit de 8 milles nàutiques per a finalitzar amb un total de 40 milles nàutiques (aproximadament 70 km). En cadascuna de les categories diversos vaixells van participar en la cursa però només en finalitzà un degut al fort vent que va bufar al llarg de la competició. Les proves es van celebrar entre els dies 28 i 29 d'agost.
Hi participaren sis bots, cinc en representació del Regne Unit i un de França.

## Resum de medalles
| Prova                           | Or                                                                                          | Argent        | Bronze        |
| Classe A — Open detalls         | França Camille Emile Thubron                                                                | no es concedí | no es concedí |
| Classe B — 60 peus detalls      | Regne Unit GyrinusJohn Field-Richards · Bernard Boverton Redwood · Isaac Thomas Thornycroft | no es concedí | no es concedí |
| Classe C — 6.5/8 metres detalls | Regne Unit GyrinusJohn Field-Richards · Bernard Boverton Redwood · Isaac Thomas Thornycroft | no es concedí | no es concedí |

## Medaller
| Posició | País       | Or | Argent | Bronze | Total |
| 1       | Regne Unit | 2  | 0      | 0      | 2     |
| 2       | França     | 1  | 0      | 0      | 1     |